# Animal Crossing: New Horizons
Animal Crossing: New Horizons (あつまれ どうぶつの森 ‘’Atsumare Dōbutsu no Mori’’) és un videojoc de simulació social desenvolupat i publicat per Nintendo per la Nintendo Switch. El desenvolupament del cinquè títol de la sèrie Animal Crossing va ser confirmat en un Nintendo Direct del 2018 i el contingut del joc va ser publicat al E3 2019, on es va anunciar que la data de llançament es retardaria. El videojoc va sortir al mercat el 20 de març del 2020.
A New Horizons, el jugador es trasllada a una illa deserta després de comprar un pack de vacances a Tom Nook, un personatge tanuki recurrent en tots els altres jocs de la saga. El joc retrata els esdeveniments al mateix ritme que l'usuari els experimenta. El jugador pot explorar l'illa, recollir i elaborar materials, capturar insectes o peixos i convertir l'illa en una comunitat d'animals antropomorfs.
Després del seu llançament, va esdevenir un èxit comercial. Es van vendre 2,6 milions de còpies en deu dies al Japó batent el rècord del debut més gran de Switch a la regió, fins al moment sustentat per Pokémon Sword i Pokémon Shield. A Espanya, va ser el joc més venut en les últimes semanes del mes de març de 2020. Va rebre bones crítiques i l'èxit del joc es va atribuir parcialment al fet que el seu llançament va coincidir amb la pandèmia de coronavirus 2019-2020 i els jugadors buscaven evadir-se d'aquesta situació.

## Joc
Com en anteriors lliuraments de la sèrie Animal Crossing, Animal Crossing: New Horizons és un joc de simulació de vida no lineal que es juga a temps real. El jugador esdevé un personatge personalitzable que es trasllada a una illa deserta després de comprar un pack de vacances a Tom Nook, un personatge tanuki elemental per la saga. Segons les decisions que prengui el jugador, podrà, o no, convertir l'illa en una comunitat d'animals antropomorfs. Els jugadors poden recollir diferents elements i objectes per utilitzar-los com a decoració. A més, el joc introdueix un sistema d'elaboració vist a Animal Crossing: Pocket Camp que permet als jugadors construir eines i mobles a partir de materials que han anat recollint.
El joc permet al jugador personalitzar l'aspecte del seu personatge i no divideix els diferents tipus de pentinats ni les característiques facials per gèneres. També es pot seleccionar el color de pell del personatge, una característica introduïda en el títol Animal Crossing: Happy Home Designer. En el joc apareix una nova moneda, les milles Nook, que s'obtenen a partir de realitzar diverses tasques i es poden utilitzar per comprar articles prèmium. Els jugadors poden convidar als diferents animals a viure a la seva illa i tenen l'opció de triar on l'animal construirà la seva llar. Un cop els animals visquin a l'illa, realitzaran accions, com fer esport, que en anteriors llançaments no realitzaven. El temps del joc també s'ajusta a les estacions de l'hemisferi nord o sud, depenent de la ubicació del jugador real, una característica innovadora per la sèrie d'Animal Crossing, tot i que es pot configurar de forma manual per si es vol jugar en un hemisferi diferent. Una altra nova carecterística és l'addició del vent, que s'observa en el moviment de les fulles dels arbres.
Isabelle (Canela en castellà) apareix en el joc. Mr. Resetti també hi apareix, però ja no recorda que el jugador ha de desar el joc, ja que aquesta entrega compta amb autodesat i ja no és possible reinicialitzar, ara està implicat en el servei de rescat. El joc només admet una illa per consola Nintendo Switch però Animal Crossing: New Horizons admet la cooperativitat local fins a quatre jugadors i vuit en línia. No es connecta de forma directa amb Animal Crossing: Pocket Camp, tot i que apareixen ítems de col·laboració entre els dos jocs. Però és compatible amb les cartes i les figures Amiibo de la sèrie Animal Crossing, però no admet els guardats en línia que ofereix el servei de Nintendo Switch Online, tot i que els usuaris d'aquest servei podran recuperar les seves dades del joc si la seva Switch s'ha trencat, perdut o ha estat robada.
Nintendo va confirmar que les actualitzacions d'Animal Crossing: New Horizons es basarien en esdeveniments de la vida real. En la setmana del llançament del joc, Nintendo va llançar una actualització de la preparació i del "Bunny Day", a l'abril, que es basa en Setmana Santa. El març del 2020, Nintendo va anunciar en un Nintendo Direct Mini que es produiria una altra actualització a finals d'abril pel "Dia de la Terra" amb el personatge especial de Leif (Gandulio en castellà), un venedor ambulant que ven arbusts i Red (Ladino en castellà) que es dedica a vendre quadres (algun de fals) i mobles estranys. Tot i que Nintendo ha anunciat que les properes actualitzacions podrien endarrerir-se a causa del coronavirus.

## Desenvolupament
El desenvolupament d'un nou títol principal d'Animal Crossing per a Nintendo Switch es va confirmar en un Nintendo Direct el 13 de setembre de 2018, però no es va especificar cap data de llançament. Nintendo va revelar el títol i el primer vídeo del joc al seu Nintendo Direct del E3 2019 l'11 de juny. La companyia també va anunciar que el joc es retardaria fins al 20 de març de 2020, amb Yoshiaki Koizumi afirmant: "Per assegurar el llançament d'un bon joc, hem de demanar que espereu una mica més del que pensàvem". El president de Nintendo Amèrica, Doug Bowser, va citar el que el motiu del retard és pel desig de mantenir un equilibri laboral i saludable pels empleats de Nintendo. A causa del retard, Nintendo va registrar una pèrdua d'un 5,3% de valor borsari, que va suposar una pèrdua d'un bilió de dòlars americans.
La directora Aka Kyogoku i el productor Hisashi Nogami van declarar que van seleccionar una illa deserta com a escenari del joc per diferenciar-se dels anteriors títols de la saga Animal Crossing, que ja s'establien en pobles, i així es permet al jugador tenir una major llibertat per personalitzar el món del joc. En el Nintendo Direct de setembre de 2019 es va mostrar un vídeo de cinc minuts parlant en més detall sobre el que ja es coneixia del joc. En els següents mesos, diferents captures i Artworks del joc van ser publicats, una d'elles confirmant que el joc estaria traduït a l'espanyol llatí. Al gener, un tràiler de 30 segons va ser publicat, en el qual es mostrava com seria la caixa del joc i es revelaven nous detalls, com l'illa de Fauno (Harvey) i la vestimenta de Canela en el joc. El 20 de febrer es va emetre un Nintendo Direct de 25 minuts enfocat exclusivament en Animal Crossing: New Horizons, on es va revelar nova informació, incloent-hi l'aparició de les botigues de les "Germanes Manetes", "Nook's Crany", el museu, l'opció de personalitzar el terreny, el paper de Canela en el joc i la compatibilitat amb el servei de Nintendo Switch Online, entre d'altres.

## Llançament
Animal Crossing: New Horizons va ser llançat al mercat el 20 de març del 2020 junt amb el videojoc Doom Eternal. A causa de la pandèmia de coronavirus, Amazon va retardar i va anul·lar els enviaments de la còpia física videojoc fent que els consumidors decidissin comprar la còpia digital.

## Recepció
Animal Crossing: New Horizons ha rebut "aclamacions universals segons les revisions de Metacritic, esdevenint el joc més ben valorat de la sèrie en un portal web. Tot i això, el joc ha patit nombroses crítiques negatives a causa dels perfils Switch i el seu multijugador. David Martínez, redactor de HobbyConsolas, va elogiar el joc escrivint que aquest Animal Crossing "és fidel a l'estructura de la saga, però multiplica fins a l'infinit les nostres possibilitats de personalització, afegeix profunditat a totes les activitats i promet una durada interminable, en què no deixen de sorprendre'ns nous esdeveniments al llarg de l'any". Carlos Leiva, de la pàgina Vandal, va redactar que "és, sens dubte, el títol més ambiciós, complet i gran de tota la sèrie".
Les vendes del joc a Regne Unit van ser un 3,5 més grans que les de Animal Crossing: New Leaf, convertint-lo en el llançament del joc de Switch més gran de la regió. També, va vendre el triple d'unitats que Doom Eternal. New Horizons va vendre 1,88 milions de còpies físiques el dia del llançament al Japó, batent el rècord de Pokémon Sword i Pokémon Shield. El joc va vendre 720.791 còpies físiques en la seva segona setmana al Japó, venent més del que New Leaf en la seva primera setmana. Com el joc es va llançar durant la pandèmia per coronavirus de 2019-2020, molts han atribuït el seu èxit a les persones que busquen una sensació de normalitat o calma en un període d'incertesa. NBC News va informar que "Animal Crossing: New Horizons és la distracció que necessitàvem pel coronavirus".
| Puntuacions de ressenyes | Puntuacions de ressenyes |
| Evaluador                | Qualificació             |
| ------------------------ | ------------------------ |
| Metacritic               | 91/100                   |
| Puntuacions de crítiques |                          |
| Publicació               | Qualificació             |
| 4Players                 | 8,5/10                   |
| Destructoid              | 8,5/10                   |
| Famitsu                  | 38/40                    |
| Game Informer            | 9/10                     |
| GamesRadar+              | 4,5/5                    |
| IGN                      | 9/10                     |
| Jeuxvideo.com            | 17/20                    |
| Nintendo Life            | 10/10                    |
| Eurogamer (italia)       | 9/10                     |
| VG247                    | 5/5                      |
| VideoGamer.com           | 8/10                     |
| Gamespot                 | 8/10                     |
| Gameinformer             | 9/10                     |

## Mitjans relacionats
Una sèrie de manga, Atsumare Dōbutsu no Mori: Nonbiri Shima Dayori, va començar a publicar-se a la revista manga Ciao el 28 de desembre de 2019. La sèrie està escrita i il·lustrada per Minori Katōel i explica la història de Hana, una noia que es trasllada a una illa sense població. Nook Tails, una sèrie de tires còmiques de Cho Hanayo amb els personatges de Timmy, Tendo en castellà, i Tommy, Nendo en castellà, va començar a publicar-se al portal web japonès oficial del joc el 15 d'octubre de 2019. Una traducció en anglès d'aquesta sèrie es va publicar al compte de Twitter en anglès del joc el 4 de març de 2020. Animal Crossing: New Horizons, comparteix la data de llançament amb el joc Doom Eternal. Els aficionats als dos jocs han celebrat la coincidència creant i compartint dibuixos al respecte.